# Commissione Attività produttive, commercio e turismo della Camera dei deputati
La Commissione permanente X Attività produttive, commercio e turismo è un organo della Camera dei deputati della Repubblica italiana.

## Funzione
La X Commissione ha competenza per i disegni di legge riguardanti le specifiche materie dell'ordinamento sui servizi del Ministero dello sviluppo economico, del Ministero degli affari esteri e della cooperazione internazionale e del Ministero del turismo, nonché per i disegni di legge riguardanti la materia sulla politica industriale, sul commercio, compreso quello con l'estero, sulla tutela del consumatore, sull'energia e sulla cooperazione produttiva.

## Composizione
La Commissione è composta da 29 deputati (di cui due segretari, due vicepresidenti e un presidente) scelti in modo omogeneo tra i componenti della Camera dei deputati, in modo da rispecchiarne le forze politiche presenti. Essi sono scelti dai gruppi parlamentari (e non dal Presidente, come invece accade per l'organismo della Giunta parlamentare): per la nomina dei membri ciascun Gruppo, entro cinque giorni dalla propria costituzione, procede, dandone comunicazione alla Presidenza della Camera, alla designazione dei propri rappresentanti nelle singole Commissioni permanenti.
Ogni deputato chiamato a far parte del governo o eletto presidente della Commissione è, per la durata della carica, sostituito dal suo gruppo nella Commissione con un altro deputato, che continuerà ad appartenere anche alla Commissione di provenienza. Tranne in rari casi nessun Deputato può essere assegnato a più di una Commissione permanente. Le Commissioni permanenti sono rinnovate dopo il primo biennio della legislatura ed i loro componenti possono essere confermati, ma i gruppi parlamentari possono cambiare i propri membri autonomamente in qualsiasi momento, sostituendoli, aggiungendoli o rimuovendoli, modificando di conseguenza anche il numero totale dei componenti della Commissione.

## Presidenti
| N°                                                         | Presidente | Presidente | Presidente                           | Gruppo parlamentare | Mandato          | Mandato         | Legislatura  |
| N°                                                         | Presidente | Presidente | Presidente                           | Gruppo parlamentare | Inizio           | Fine            | Legislatura  |
| ---------------------------------------------------------- | ---------- | ---------- | ------------------------------------ | --- | ---------------- | --------------- | ------------ |
| X Industria e commercio - turismo                          |            |            |                                      | |                  |                 |              |
| 1                                                          |            |            | Giuseppe Togni (1903-1948)           | Democratico cristiano | 15 giugno 1948   | 27 gennaio 1950 | I (1948)     |
| 2                                                          |            |            | Gioacchino Quarello (1892-1966)      | Democratico cristiano | 27 gennaio 1950  | 24 giugno 1953  | I (1948)     |
| X Industria e commercio                                    |            |            |                                      | |                  |                 |              |
| 3                                                          |            |            | Paolo Cappa (1888-1956)              | Democratico cristiano | 1º luglio 1953   | 26 giugno 1956  | II (1953)    |
| 4                                                          |            |            | Tommaso Zerbi (1908-2001)            | Democratico cristiano | 27 giugno 1956   | 11 giugno 1958  | II (1953)    |
| XII Industria e commercio - artigianato - commercio estero |            |            |                                      | |                  |                 |              |
| 5                                                          |            |            | Enrico Roselli (1909-1964)           | Democratico cristiano | 30 luglio 1958   | 30 giugno 1960  | III (1958)   |
| 5                                                          |            |            | Danilo De' Cocci (1916-2006)         | Democratico cristiano | 6 luglio 1960    | 15 maggio 1963  | III (1958)   |
| 6                                                          |            |            | Antonio Giolitti (1915-2010)         | Partito Socialista Italiano (1963-1966) Partito Socialista Italiano - Partito Socialista Democratico Italiano Unificati (1966-1968) | 12 luglio 1963   | 4 giugno 1968   | IV (1963)    |
| XII Industria e commercio, artigianato, commercio estero   |            |            |                                      | |                  |                 |              |
| -                                                          |            |            | Antonio Giolitti (1915-2010)         | Partito Socialista Italiano | 11 luglio 1968   | 2 ottobre 1969  | V (1968)     |
| 7                                                          |            |            | Stefano Servadei (1923-2016)         | Partito Socialista Italiano | 4 dicembre 1969  | 24 maggio 1972  | V (1968)     |
| 8                                                          |            |            | Riccardo Misasi (1932-2000)          | Democrazia Cristiana | 11 luglio 1972   | 14 gennaio 1975 | VI (1972)    |
| 9                                                          |            |            | Oscar Mammì (1926-2017)              | Partito Repubblicano | 22 gennaio 1975  | 4 luglio 1976   | VI (1972)    |
| 10                                                         |            |            | Loris Fortuna (1924-1985)            | Partito Socialista Italiano | 27 luglio 1976   | 19 giugno 1979  | VII (1976)   |
| XII Industria e commercio - artigianato - commercio estero |            |            |                                      | |                  |                 |              |
| 11                                                         |            |            | Giorgio La Malfa (1939)              | Repubblicano | 11 luglio 1979   | 4 aprile 1980   | VIII (1979)  |
| 12                                                         |            |            | Francesco Forte (1929-2022)          | Partito Socialista Italiano | 7 maggio 1980    | 15 luglio 1981  | VIII (1979)  |
| 13                                                         |            |            | Enrico Manca (1931-2011)             | Partito Socialista Italiano | 16 luglio 1981   | 11 luglio 1983  | VIII (1979)  |
| 14                                                         |            |            | Severino Citaristi (1921-2006)       | Democrazia Cristiana | 11 agosto 1983   | 7 ottobre 1986  | IX (1983)    |
| 15                                                         |            |            | Michele Viscardi (1939)              | Democrazia Cristiana | 9 ottobre 1986   | 1º luglio 1987  | IX (1983)    |
| X Attività produttive, commercio e turismo                 |            |            |                                      | |                  |                 |              |
| -                                                          |            |            | Michele Viscardi (1939)              | Democratico cristiano | 4 agosto 1987    | 22 aprile 1992  | X (1987)     |
| 16                                                         |            |            | Agostino Marianetti (1940-2016)      | Partito Socialista Italiano | 17 giugno 1992   | 14 aprile 1994  | XI (1992)    |
| 17                                                         |            |            | Alessandro Rubino (1956)             | Forza Italia | 25 maggio 1994   | 8 maggio 1996   | XII (1994)   |
| 18                                                         |            |            | Nerio Nesi (1925-2024)               | Comunista | 4 giugno 1996    | 25 aprile 2000  | XIII (1996)  |
| 19                                                         |            |            | Gianfranco Saraca (1943-2014)        | Unione Democratica per l'Europa | 31 maggio 2000   | 29 maggio 2001  | XIII (1996)  |
| 20                                                         |            |            | Bruno Tabacci (1946)                 | UDC Unione dei Democratici Cristiani e dei Democratici di Centro                                                                    | 21 giugno 2001   | 27 aprile 2006  | XIV (2001)   |
| 21                                                         |            |            | Daniele Capezzone (1972)             | La Rosa nel Pugno | 6 giugno 2006    | 7 novembre 2007 | XV (2006)    |
| 22                                                         |            |            | Maurizio Turco (1960)                | Socialisti e Radicali-RNP | 14 novembre 2007 | 28 aprile 2008  | XV (2006)    |
| 23                                                         |            |            | Andrea Gibelli (1967)                | Lega Nord Padania | 22 maggio 2008   | 18 maggio 2010  | XVI (2008)   |
| 24                                                         |            |            | Manuela Dal Lago (1946)              | Lega Nord Padania | 26 maggio 2010   | 14 marzo 2013   | XVI (2008)   |
| 25                                                         |            |            | Ettore Guglielmo Epifani (1950-2021) | Partito Democratico (2013-2017) Articolo Uno-Movimento Democratico e Progressista-Liberi e Uguali (2017-2018)                       | 7 maggio 2013    | 22 marzo 2018   | XVII (2013)  |
| 26                                                         |            |            | Barbara Saltamartini (1972)          | Lega - Salvini Premier | 21 giugno 2018   | 28 luglio 2020  | XVIII (2018) |
| 27                                                         |            |            | Martina Nardi (1973)                 | Partito Democratico | 29 luglio 2020   | 12 ottobre 2022 | XVIII (2018) |
| 28                                                         |            |            | Alberto Gusmeroli (1961)             | Lega - Salvini Premier | 9 novembre 2022  | in carica       | XIX (2022)   |

## Composizione nella XIX legislatura (2022 -in corso)
Elenco dei membri a settembre 2024
| Gruppo parlamentare           | Gruppo parlamentare                                                          | Deputato                          |
| ----------------------------- | ---------------------------------------------------------------------------- | --------------------------------- |
|                               | Lega - Salvini Premier                                                       | Alberto Gusmeroli (presidente)    |
|                               | Noi moderati (Noi con l'Italia, Coraggio Italia, UdC, Italia al Centro)-MAIE | Ilaria Cavo (vicepresidente)      |
|                               | Partito Democratico - Italia Democratica e Progressista                      | Paola De Micheli (vicepresidente) |
|                               | Alleanza Verdi e Sinistra                                                    | Francesca Ghirra (segretaria)     |
|                               | Forza Italia - Berlusconi Presidente - PPE                                   | Luca Squeri (segretario)          |
|                               | Fratelli d'Italia                                                            | Alfredo Antoniozzi                |
| Gianluca Caramanna            | Fratelli d'Italia                                                            |                                   |
| Beatriz Colombo               | Fratelli d'Italia                                                            |                                   |
| Fabrizio Comba                | Fratelli d'Italia                                                            |                                   |
| Silvio Giovine                | Fratelli d'Italia                                                            |                                   |
| Novo Umberto Maerna           | Fratelli d'Italia                                                            |                                   |
| Fabio Pietrella               | Fratelli d'Italia                                                            |                                   |
| Michele Schiano di Visconti   | Fratelli d'Italia                                                            |                                   |
| Riccardo Zucconi              | Fratelli d'Italia                                                            |                                   |
|                               | Partito Democratico - Italia Democratica e Progressista                      | Christian Diego Di Sanzo          |
| Andrea Gnassi                 | Partito Democratico - Italia Democratica e Progressista                      |                                   |
| Andrea Orlando                | Partito Democratico - Italia Democratica e Progressista                      |                                   |
| Vinicio Peluffo               | Partito Democratico - Italia Democratica e Progressista                      |                                   |
|                               | Lega - Salvini Premier                                                       | Giorgia Andreuzza                 |
| Andrea Barabotti              | Lega - Salvini Premier                                                       |                                   |
| Salvatore Marcello Di Mattina | Lega - Salvini Premier                                                       |                                   |
| Luca Toccalini                | Lega - Salvini Premier                                                       |                                   |
|                               | MoVimento 5 Stelle                                                           | Chiara Appendino                  |
| Enrico Cappelletti            | MoVimento 5 Stelle                                                           |                                   |
| Antonio Ferrara               | MoVimento 5 Stelle                                                           |                                   |
| Emma Pavanelli                | MoVimento 5 Stelle                                                           |                                   |
|                               | Forza Italia - Berlusconi Presidente - PPE                                   | Maurizio Casasco                  |
| Catia Polidori                | Forza Italia - Berlusconi Presidente - PPE                                   |                                   |
|                               | Azione-Popolari Europei Riformatori-Renew Europe                             | Fabrizio Benzoni                  |